# 右江区

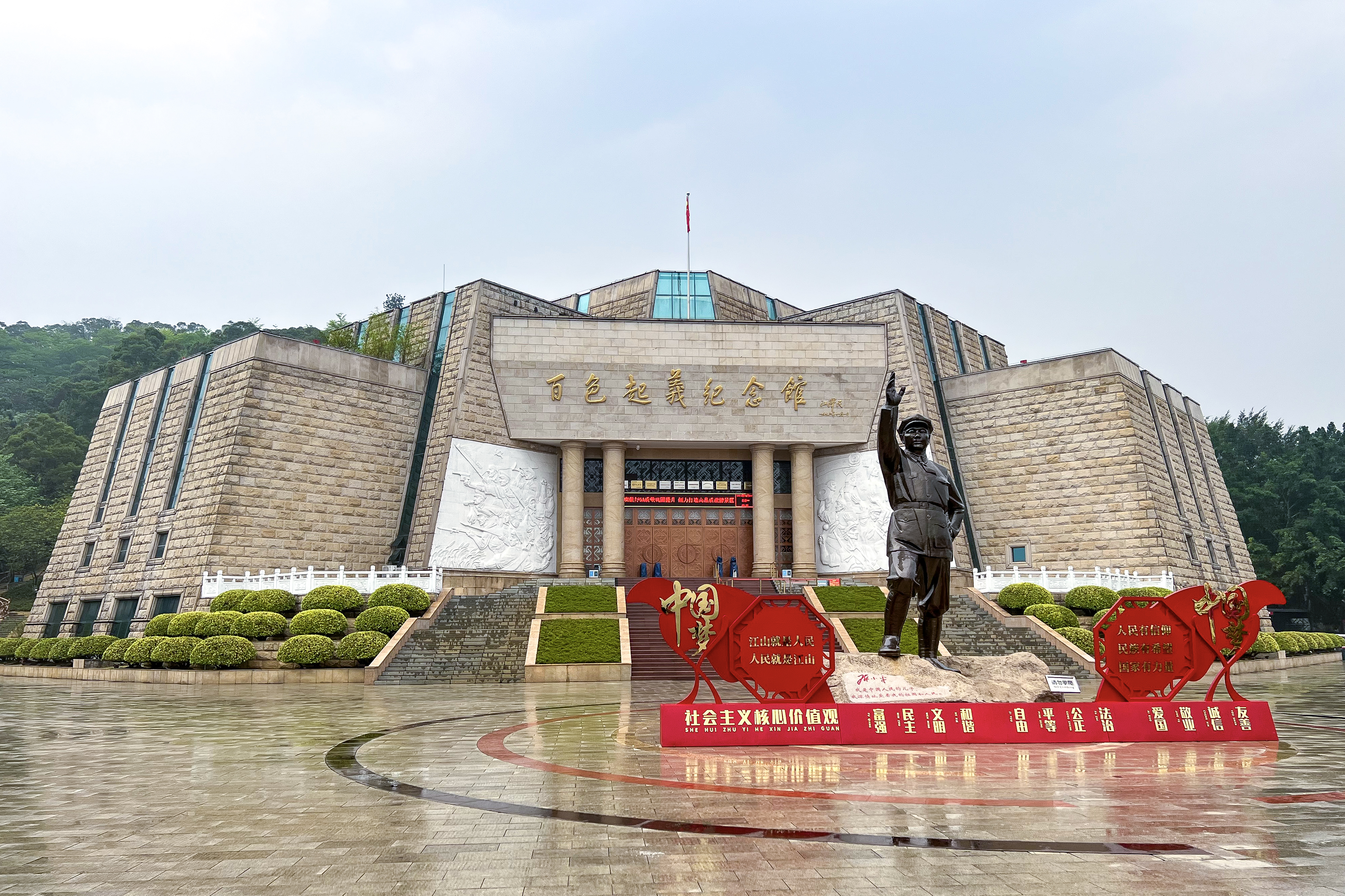
百色起义纪念馆

右江区是中国广西壮族自治区百色市所辖的一个市辖区。总面积为3713平方公里，區人民政府駐向陽路19號。

## 历史
1983年10月百色县改为县级百色市。2003年地市合并，撤销百色地区，改设地级百色市。原县级百色市改为右江区。

## 人口
根據第七次人口普查數據，截至2020年11月1日零時，右江區常住人口為472086人。

## 行政区划
右江区下辖2个街道办事处、4个镇、2个乡、1个民族乡：
百城街道、龙景街道、阳圩镇、四塘镇、龙川镇、永乐镇、汪甸瑶族乡、大楞乡和泮水乡。

## 交通

### 公路
- 银百高速、 汕昆高速、 广昆高速、 212国道、 323国道、 324国道

### 鐵路
- 百色站：南昆客运专线、南昆鐵路